# Küre (district)
Küre is een Turks district in de provincie Kastamonu en telt 6.881 inwoners (2011). Het district heeft een oppervlakte van 540,9 km². Hoofdplaats is Küre.
De bevolkingsontwikkeling van het district is weergegeven in onderstaande tabel.
| 1997   | 2000   | 2007  | 2011  |
| ------ | ------ | ----- | ----- |
| 11.015 | 10.223 | 7.766 | 6.881 |